# HD 64484
HD 64484 (يُعرف أيضاً باسم HR 3080) هو نجم يقع في كوكبة الشراع، ويمكن رؤيته بالعين المجردة باعتباره نجماً خافتاً باللون البرتقالي، بقدر ظاهري يبلغ 4.93. يبعد هذا النجم حوالي 284 سنة ضوئية عن الشمس، بناءً على قياسات اختلاف المنظر، وهو يقترب من النظام الشمسي بسرعة شعاعية مقدارها 36 كم/ث.
ينتمي النجم إلى الفئة الطيفية K1 III، ما يشير إلى أنه نجم عملاق تطور بعيداً عن السلسلة الرئيسية بعد استنفاد الهيدروجين في نواته. تبلغ كتلته نحو 2.16 ضعف كتلة الشمس، وتوسّع حتى وصل إلى 9.4 أضعاف نصف قطر الشمس. يصدر النجم طاقة تساوي 49 ضعف اللمعان الشمسي من غلافه الخارجي الموسّع، وذلك عند درجة حرارة فعالة تبلغ 4710 كلفن.